# Dendropogon
Dendropogon là một chi rêu trong họ Cryphaeaceae.